# Мундельсгайм
Мундельсгайм (нім. Mundelsheim) — сільська громада в Німеччині, знаходиться в землі Баден-Вюртемберг. Підпорядковується адміністративному округу Штутгарт. Входить до складу району Людвігсбург.
Площа — 10,20 км2. Населення становить 3368 ос. (станом на 31 грудня 2020).